# Frank Werner (Politiker)

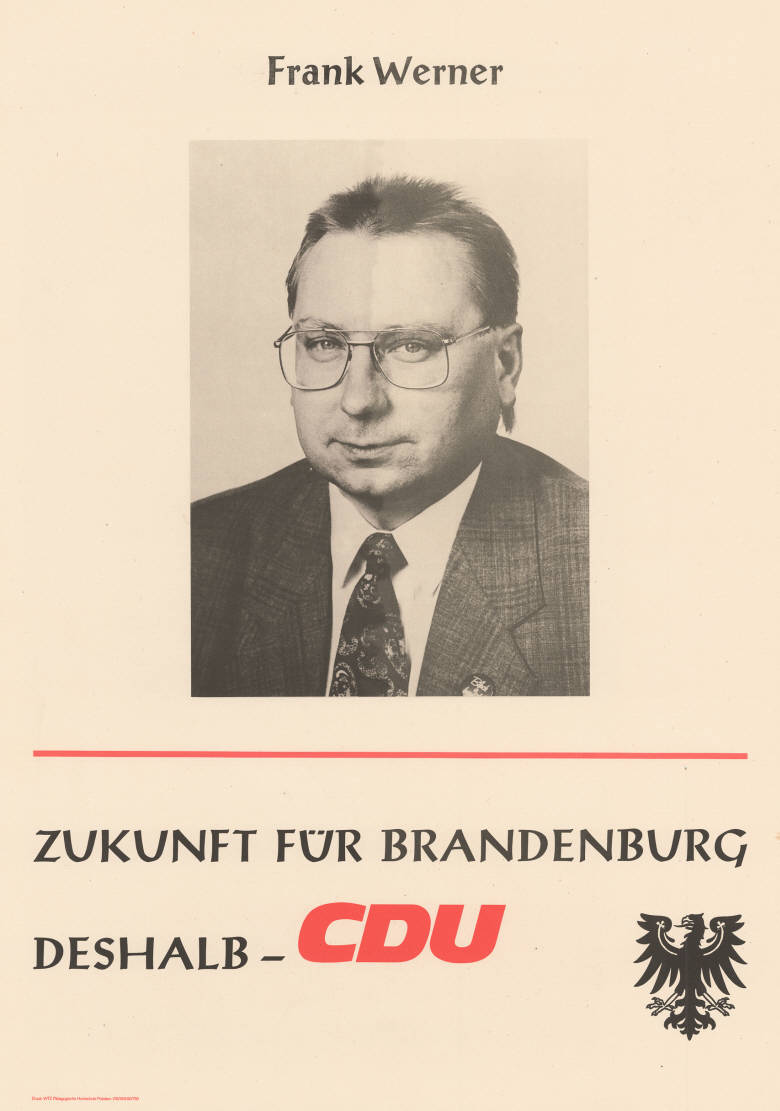
Kandidatenplakat zur Landtagswahl in Brandenburg 1990

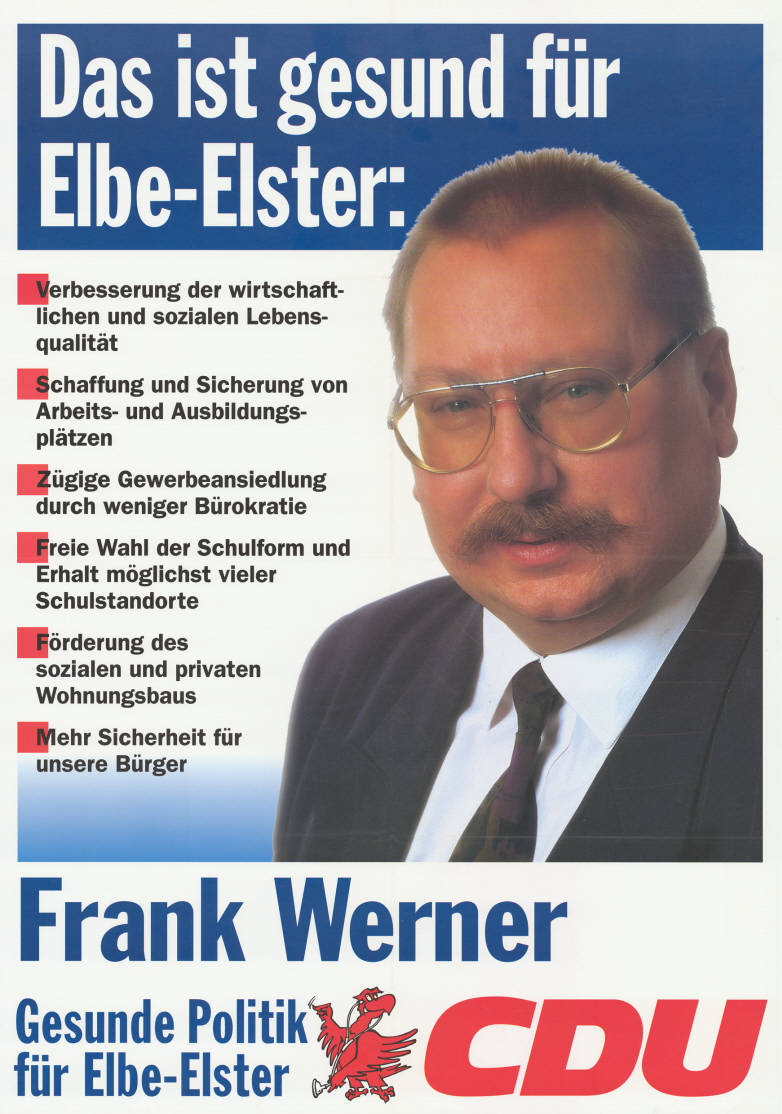
Kandidatenplakat zur Landtagswahl in Brandenburg 1994

Frank Werner (* 29. Januar 1957 in Elsterwerda) ist ein deutscher Politiker (DDR-CDU, ab 1990 CDU). Er war von 1990 bis 2009 Abgeordneter des Brandenburgischen Landtags.

## Ausbildung und Beruf
Frank Werner machte nach dem Abschluss der polytechnischen Oberschule von 1973 bis 1976 eine Berufsausbildung mit Abitur als Instandhaltungsmechaniker und leistete danach den Grundwehrdienst in der NVA. Anschließend begann er ein Pädagogikstudium an der Pädagogischen Hochschule Potsdam, welches er nach zwei Jahren abbrach. 1981 wurde er Mitarbeiter im Kreiskabinett für Kulturarbeit des Kreises Bad Liebenwerda und absolvierte von 1985 bis 1989 ein Fernstudium der Kulturwissenschaften an der Fachschule für Klubleiter in Meißen-Siebeneichen. Nach der Wende wurde er 1990 Leiter des Kulturamtes der Kreisverwaltung Bad Liebenwerda. Nach seinem Ausscheiden aus dem Landtag war er bis zum Eintritt in den Ruhestand im Museumsverbund des Landkreises Elbe-Elster tätig.
Frank Werner ist ledig und evangelisch.

## Politik
Frank Werner trat 1986 in die DDR-Blockpartei CDU ein. Er war ab 1987 Ortsvorsitzender in Plessa und Mitglied im Kreisvorstand seiner Partei. Bei den ersten freien Kommunalwahlen 1990 wurde er Abgeordneter des Kreistages Bad Liebenwerda. Dieses Mandat (bzw. das im Kreistag des Kreises Elbe-Elster) hat er bis zur Kommunalwahl 2008 ausgeübt und war Fraktionsvorsitzender der CDU sowie Ausschussvorsitzender. Von 1993 bis 2008 und von 2014 bis 2024 war er Abgeordneter der Gemeindevertretung Plessa. Von 2008 bis 2012 war er Stadtverordneter in Bad Liebenwerda. Bis 2009 war er Mitglied des Landesvorstandes der kommunalpolitischen Vereinigung (KPV) der CDU.
Seit der ersten Landtagswahl 1990 war Frank Werner bis 2009 Mitglied des Brandenburger Landtages. Dreimal war er über das Direktmandat im Wahlkreis Elbe-Elster II in das Landesparlament eingezogen, 1994 über die Landesliste. Im Landtag war er u. a. Mitglied des Innenausschusses, des Rechtsausschusses (von 2002 bis 2004 Vorsitzender des Ausschusses), des Ausschusses für Wissenschaft, Forschung und Kultur, des Richterwahlausschusses, der Parlamentarischen Kontrollkommission (zeitweise stellvertretender Vorsitzender), des Wahlprüfungsausschusses und des Rundfunkrates beim damaligen ORB. 2009 war Werner Mitglied der 13. Bundesversammlung. Von 1999 bis 2009 war er als Vertreter seiner Fraktion Mitglied im Vorstand des Landesverbandes der Musikschulen Brandenburg.

## Sonstige Ämter
Frank Werner war und ist Mitglied in verschiedenen kulturellen und bergmännischen Vereinen und Verbänden und übte bzw. übt in einigen davon Vorstandstätigkeiten aus. U.a. ist er derzeit Vorsitzender des Gemeindekirchenrates Plessa sowie im Vorstand der Südbrandenburgischen Orgelakademie Bad Liebenwerda e.V., der Graun-Gesellschaft Wahrenbrück e.V., des Sängerkreises Elbe-Elster e.V. und des Orchesters der Bergarbeiter Plessa e.V. tätig. Er spielt Klavier, Orgel, Saxofon und Tenorhorn und ist musikalisch in mehreren Amateurorchestern und -formationen sowie solistisch (u. a. als Organist) tätig.